# Aralar
Aralar war eine baskisch-linksnationalistische Partei im spanischen Baskenland und der spanischen autonomen Region Navarra. Der Name der Partei stammt von der Sierra de Aralar, einem Mittelgebirgszug, der sich über Teile der baskischen Provinz Gipuzkoa und Navarra erstreckt und dokumentiert damit den Anspruch des baskischen Nationalismus auf alle Gebiete mit baskischsprachigen Siedlungsgebieten.

## Geschichte
Aralar entstand in den neunziger Jahren als eine gemäßigte, kritische Bewegung innerhalb der ETA-nahen Partei Batasuna und deren Nachfolgerin Euskal Herritarok (EH) unter der Führung von Patxi Zabaleta. Nach dem Bruch des Waffenstillstandes 2000 durch die ETA gab es innerhalb der EH eine heftige Debatte über den weiteren Weg des linken Patriotismus im Baskenland und Streit über die interne Organisation, was schließlich zur Abspaltung der Aralar als eigenständiger Partei führte.
Aralar nahm 2004 an den spanischen Parlamentswahlen teil, blieb im Wahlbezirk des Baskenlandes jedoch ohne Sitz. In Navarra beteiligte sich Aralar an der gemeinsamen Kandidatur Nafarroa Bai (dt. „Ja zu Navarra“), die mehrere baskisch-nationalistische Parteien vereinigt (neben Aralar: PNV, EA, Batzarre und Unabhängige) und die einen Sitz im spanischen Parlament für die unabhängige Kandidatin Uxue Barkos Berruezo erreichte. Bei den Wahlen 2008 konnte Nafarroa Bai dieses Ergebnis wiederholen. Navarra ist für baskische Nationalisten ein historischer Teil des Baskenlandes, allerdings sehen sich nur ein Teil der Einwohner Navarras als Basken.
Bei den Europawahlen 2004 trat Aralar alleine an, gewann aber keinen Sitz.
Im November 2004 fand in Donostia (span. San Sebastián) der zweite Kongress der Partei statt, in dem Patxi Zabaleta als Parteiführer bestätigt wurde und die Jugendorganisation Iratzarri (bask. „Wach auf!“) gegründet wurde. Die Mitglieder beschlossen vorerst weiterhin ihren eigenen Weg als unabhängige Partei zu gehen.
Auf regionaler Ebene fiel es Aralar im Baskenland zunächst schwer, sich gegen die radikalen baskisch-linksnationalistischen Parteien zu behaupten. Bei den baskischen Regionalwahlen 2005 kam sie auf 2,3 % und zog mit einem Sitz für die Abgeordnete Aintzane Ezenarro aus der Provinz Gipuzkoa ins Parlament ein – die ETA-nahe Batasuna-Nachfolgepartei EHAK kam dagegen auf 12,5 % und 9 Sitze. Erst nach dem Verbot von EHAK Ende 2008 gelang es Aralar, sich als Alternative für das linksnationalistische Spektrum zu profilieren: Bei den baskischen Regionalwahlen 2009 kam sie auf 6,1 % und vier Abgeordnete.
Ende 2017 löste sich die Partei auf.

## Ideologie
Die Mitglieder von Aralar bezeichnen sich als linke baskische Nationalisten. Sie setzen sich einerseits für Demokratie und Sozialismus ein und stehen Antiglobalisierungs- und Umweltschutzbewegungen nahe, andererseits vertreten sie die Unabhängigkeit des historischen Baskenlandes als Republik durch die Anerkennung als Volk und das Recht auf Selbstbestimmung. Aralar lehnt die Gewalt des Staates (Polizei und Militär) ebenso wie die der ETA ab; anders als Batasuna und deren Nachfolgeparteien kritisiert Aralar dabei immer wieder auch einzelne Attentate. Als Kampfmittel für die Unabhängigkeit propagiert Aralar den zivilen Ungehorsam sowie den Weg durch die demokratischen Institutionen.
Da Aralar sich jedoch nur in den propagierten Mitteln, nicht in den politischen Zielen von ETA und den ETA-nahen Parteien unterscheidet, wird sie sowohl von den gemäßigten baskischen Nationalisten (PNV und EA) als auch von den gesamtspanischen Parteien (PSOE und PP) als bloße Kosmetik des radikalen Nationalismus kritisiert. Jedoch wurde ein Verbot, aufgrund der offenen Ablehnung der ETA-Gewalt von Seiten Aralars, bislang nicht in Betracht gezogen.